# Папабил
Папабил (на италиански: papabile; множествено число – папабили, на италиански: papabili) – неофициален италиански термин, отначало въведен от ватиканолози и след това използван като интернационален термин в много езици. Обозначава този или тези от кардиналите, които имат най-големи шансове да станат кандидати за папския престол. Папабил не е официална титла и не е свързана с определени ритуали и заплащане.